# Muhammad ibn Makki
Abū ʿAbd Allāh Muḥammad ibn Makkī ibn Ḥāmid al-Nabaṭī al-ʿĀmilī al-Jizzīnī (arabisch أبو عبد الله محمد بن جمال الدين مكي العاملي الجزيني, 1334–1385) besser bekannt als asch-Schahīd al-Awwal (الشهيد الأول, „der erste Märtyrer“) war ein schiitischer Gelehrter und Autor von al-Lum'a al-Dimaschqiya (ٱللُّمْعَة ٱلدِّمَشْقِيَّة). Obwohl er weder der erste Muslim noch der erste Schiit ist, der für seine Religion starb, wurde er als „Schahid al-Awwal“ bekannt, weil er wahrscheinlich der erste schiitische Gelehrte von solchem Format war, der auf brutale Weise getötet wurde. Er wird mit dem Titel Shams al-Dīn (arabisch شمس الدين) bezeichnet.

## Leben
Er wurde ca. 1334 in Dschabal ʿAmil geboren. Seine Nisba al-Jizzīnī weist darauf hin, dass auch seine Familie aus Jezzine im heutigen Libanon stammte. Als Muhammad al-ʿAmili 16 Jahre alt war, ging er zum Studium in die Stadt Hilla im heutigen Irak. Mit 21 Jahren kehrte er nach Hause zurück. Er benutzte Taqīya, um sich als einer der religiösen Gelehrten von Damaskus zu etablieren, indem er sunnitisches Recht anwandte, um Sunniten zu richten, während er heimlich die Schiiten nach schiitischem Recht beurteilte.

## Tod
Er wurde ca. 1385 während der Herrschaft von Sultan Barqūq getötet. Sein Tod geschah in Übereinstimmung mit der Fatwa eines Rechtsgelehrten des Maliki-Madhabs, die von einem Rechtsgelehrten des Shaf'i-Madhab gebilligt wurde. Zu den Vorwürfen gegen ihn gehörten die Verleumdung hochrangiger islamischer Persönlichkeiten, der Gefährten und der Familie von Muhammad, Aisha, Abu Bakr und Umar, die Zugehörigkeit zum Nusayri-Glauben und die Erlaubnis zum Trinken von Wein.
Diese Anschuldigungen wurden zuerst von zwei seiner ehemaligen Schüler aus Dschabal ʿAmil gegen ihn erhoben, die ebenfalls ehemalige Zwölfer-Schiiten waren. Einer von ihnen, Yusuf ibn Yahya, legte den Behörden einen Bericht (der die Unterschriften von 70 ehemaligen Schiiten aus Dschabal ʿAmil enthielt) vor, in dem al-ʿAmilis „abscheuliche Doktrinen und abscheuliche Überzeugungen“ detailliert beschrieben wurden.
Laut dem schiitischen Biografen al-Khwansari bestritt al-ʿAmili diese Anschuldigungen jedoch in einem Brief an den Gouverneur von Damaskus und beteuerte seine Liebe zum „Propheten und allen, die ihn liebten, allen Gefährten ohne Ausnahme“. Er wurde für ein Jahr inhaftiert und dann mit dem Schwert enthauptet. Sein Leichnam wurde dann in Damaskus gekreuzigt und gesteinigt, wobei er verbrannt und die Asche in die Luft geworfen wurde.